# Caractere ruby
|  | This article contains ruby annotation. Without proper rendering support, you may see transcriptions in parentheses after the character instead of ruby glosses. |

Anotações Ruby (em japonês: ルビ; rōmaji: rubi; em coreano: 루비; romaja: rubi) são letras ou símbolos geralmente posicionados acima ou à direita de caracteres logográficos (logogramas) para indicar sua pronúncia. Geralmente chamados de ruby ou rubi, tais anotações são utilizadas como guias de pronúncia para símbolos não familiares ao leitor.

## Exemplos
Abaixo um exemplo para anotações ruby em japonês (chamadas de furigana) para Tóquio ("東京"):
| とう | きょう |
| 東   | 京     |

| トー | キョー |
| 東   | 京     |

| Tō | kyō |
| 東 | 京  |

A maior parte dos furigana é escrita no silabário hiragana, sendo que katakana e romaji são usados ocasionalmente. Alternativamente, palavras estrangeiras (geralmente em inglês) possuem furigana indicando o significado, ou vice-versa. Livros-texto geralmente indicam leituras on'yomi com katakana e kun'yomi com hiragana.

Abaixo um exemplo das anotações ruby Bopomofo para Pequim ("北京"):
| ㄅㄟˇ | ㄐㄧㄥ |
| 北    | 京     |

| Běi | jīng |
| 北  | 京   |

Em Taiwan, o silabário usado para as anotações ruby chinesas é o Zhuyin fuhao (também conhecido como Bopomofo); na China continental pinyin é utilizado.
Livros com guias fonéticos (especialmente pinyin) são populares entre crianças e estrangeiros aprendendo Chinês.

Abaixo um exemplo das anotações ruby para Coréia ("韓國"):
| 한 | 국 |
| 韓 | 國 |

| Han | guk |
| 韓  | 國  |

Romaja é normalmente usado em livros estrangeiros antes do Hangul ser introduzido. Além disso, anotações ruby podem ser bastante comuns em placas em certas partes da Coreia do Sul.

Abaixo um exemplo das anotações ruby para Hanoi ("河內"):
| Quốc ngữ                       |     |
| ------------------------------ | --- |
| \| Hà \| Nội \| \| 河 \| 內 \| |     |
| Hà                             | Nội |
| 河                             | 內  |

## Usos
Anotações ruby podem ser usadas por diferentes motivos:
- o caractere logográfico é raro e sua pronúncia desconhecida para a maioria - caracteres usados em nomes próprios geralmente caem nessa categoria;
- o caractere possui mais de uma pronúncia, e o contexto é insuficiente para determinar qual deve ser utilisada;
- o público-alvo do texto ainda estão aprendendo o idioma e não se espera que saibam a pronúncia ou significado do termo;
- o autor está utilizando uma pronúncia não padrão para o caractere ou termo

Adicionalmente, as anotações ruby podem ser usadas para indicar o significado, no local da pronúncia, para uma palavra ou gíria possivelmente não familiar (geralmente estrangeira). Nesse caso são geralmente utilizadas para diálogos falados e se aplicam apenas para publicações japonesas. A forma mais comum de ruby é chamada de furigana ou yomigana e é encontrada em livros-texto, jornais, histórias em quadrinhos e livros infantis japoneses.

## Histórico
Na tipografia britânica, ruby era originalmente o nome para um tipo com altura de 5.5 pontos, que era usada para imprimir anotações entre linhas nos documentos. Em japonês, no lugar de se referir ao tamanho da fonte, a palavra se tornou a base para formatação de texto furigana. Quando transliterada de volta para o inglês, alguns textos deixavam-na como rubi -  resultado da romanização de ルビ, no lugar da transliteração esperada para a palavra ruby ルビー (rubī).
Apesar disso, o termo ruby se tornou mais comum, especialmente em inglês, desde a publicação pelo W3C recomendando a marcação ruby.

## Marcação em HTML
Em HTML, as anotações ruby geralmente aparecem acima dos símbolos indicados, sendo estruturadas de forma que apareçam imediatamente do lado e entre parênteses caso o navegador não possua suporte para tal (marcação reserva). Para tal, utiliza-se a tag <ruby>, dentro da mesma, encontram-se os logogramas, seguidos pela tag <rp>, que contém os parênteses de reserva que aparecerão caso o navegador não possua suporte. A frente dos mesmos, dentro da tag <rt>, se encontram as anotações ruby.
De forma que a marcação:
```
<
ruby
>

    logograma
<
rp
>
(
</
rp
><
rt
>
pronúncia
</
rt
><
rp
>
)
</
rp
>

</
ruby
>

```

Seria renderizada como 
logograma
num navegador com suporte, ou
logograma (pronúncia)
num navegador sem suporte.

Adicionalmente, a tag <rtc> pode ser utilizada para a parte semântica, indicando o significado dos logogramas.

### Exemplos
Abaixo se encontram alguns exemplos de marcação ruby. Na primeira linha é demonstrada a marcação em HTML do texto, de forma que os navegadores conseguem renderizá-la com o correto tamanho e posicionamento na segunda linha, ou usar a marcação reserva caso o mesmo não tenha suporte (terceira linha).
| | HTML                                                    | HTML                                                                                        | HTML |
| --- | ------------------------------------------------------- | ------------------------------------------------------------------------------------------- | --- |
| | <ruby> 明日 <rp>(</rp><rt>Ashita</rt><rp>)</rp> </ruby> | <ruby> 漢 <rp>(</rp><rt>かん</rt></rt><rp>)</rp> 字 <rp>(</rp><rt>じ</rt><rp>)</rp> </ruby> | <ruby xml:lang="zh-Hant" style="ruby-position: under;"> &nbsp;&nbsp; <rbc> &nbsp; &nbsp;&nbsp; <rb>馬</rb><rp>(</rp><rt>mǎ</rt><rp>)</rp> &nbsp; &nbsp;&nbsp; <rb>來</rb><rp>(</rp><rt>lái</rt><rp>)</rp> &nbsp; &nbsp;&nbsp; <rb>西</rb><rp>(</rp><rt>xī</rt><rp>)</rp> &nbsp; &nbsp;&nbsp; <rb>亞</rb><rp>(</rp><rt>yà</rt><rp>)</rp> &nbsp;&nbsp; </rbc> &nbsp;&nbsp; <rtc xml:lang="en" style="ruby-position: over;"> &nbsp; &nbsp;&nbsp; <rp>(</rp><rt>Malaysia</rt><rp>)</rp> &nbsp;&nbsp; </rtc> </ruby> |
| Com suporte* | 明日                                                    | 漢字                                                                                        | 馬來西亞 ** |
| Sem suporte*** | 明日 (Ashita)                                           | 漢(かん)字(じ)                                                                              | 馬(mǎ) 來(lái) 西(xī) 亞(yà) (Malaysia) |
| *Caso seu navegador não possua suporte para marcação ruby, o conteúdo da linha será parecido com a linha Sem suporte. **A Wikipédia não possui suporte para marcação ruby com anotações embaixo dos logogramas. ***A versão sem suporte não utiliza marcação ruby, apenas tenta representar o que aconteceria. |                                                         |                                                                                             | |

Note que as anotações ruby em chinês normalmente seriam exibidas em colunas verticais à direita de cada logograma. Porém, atualmente não há suporte no CSS para tal, sendo a posição especificada através da propriedade ruby-position, com os valores over, under e inter-character.
```
/* Keyword values */

ruby
 
{

    
ruby-position
:
 
over
;

    
ruby-position
:
 
under
;

    
ruby-position
:
 
inter-character
;

}

/* Global values */

ruby
 
{

    
ruby-position
:
 
inherit
;

    
ruby-position
:
 
initial
;

    
ruby-position
:
 
unset
;

}

```

Abaixo segue um exemplo feito via colunas de uma tabela:
| 瓶 | ㄆ ㄧ ㄥˊ |
| 子 | ˙ ㄗ      |